# 北蓬蒂阿尔塔
北蓬蒂阿尔塔是巴西圣卡塔琳娜州的一个市镇。总面积400.972平方公里，总人口3668人，人口密度9.1人/平方公里。